# Françoise Clédat
Pour les articles homonymes, voir Clédat (homonymie).
Françoise Clédat, née le 2 septembre 1942  à Versailles, est une poétesse française.

## Biographie
Françoise Clédat a passé son enfance et son adolescence dans la Creuse avant de s'installer en région parisienne. Elle a suivi des études de Lettres puis d’histoire de l’art et a soutenu un mémoire de DEA sur “Le paysage dans l’art contemporain : L'exemple du Centre de Vassivière”.
En 1976 elle publie ses premiers textes dans la revue d’écriture féministe Sorcières (Les femmes vivent) à laquelle elle contribuera activement et dont elle intégrera le comité de rédaction en 1979.
Après avoir exercé différentes activités professionnelles, notamment enseignante et historienne de l’art, elle choisit en 1996 de revenir en Creuse et de se consacrer entièrement à l’écriture,,. Sollicitée par le CNL elle sera membre de la commission Poésie de 2013 à 2016 (sous la présidence de Philippe Beck).
Dès l’enfance Françoise Clédat a eu la passion du langage, « instrument magnifique » dont elle a éprouvé dans le même temps où elle le découvrait, les limites et les insuffisances. C’est ainsi qu’elle définit la poésie par le désir  d’en explorer l’ « obscurité comme faille de l’intelligible ». Son écriture se veut « témoin ou résultante d’une pratique comme mode de connaissance, à la fois dans sa tentative et dans son échec ». Pratique qui s’appuie « sur ce qui de l’expérience de vivre peut le moins être mis en question : ce qu’éprouve le corps ». Jouissance et souffrance, « les sensations du corps ». « Celles directement éprouvées au cours d’expériences réelles (érotiques, maternelles, paysagères, artistiques etc.), celles provoquées par la lecture d’expériences ressenties et écrites par d’autres ».
Tout autant que l’expérience érotique, l’ « expérience de la défaillance » traverse son œuvre poétique, dont cependant  la richesse des formes et des thèmes rend chaque livre différent du précédent. Si pour l’auteure« écrire est à tout âge faire l’expérience d’une faillite », cette expérience prend une dimension supplémentaire au fil de l’œuvre ainsi qu’elle l’écrit dans un entretien à l’occasion de son livre Rivière et alaskas :« à l’âge qui est maintenant le mien, où la défaillance est devenue l’expérience vitale en soi, celle que vivre impose d’affronter, écrire, plus que jamais, c’est s’efforcer vers une forme capable d’épouser au plus près cet affrontement ».

## Œuvres

### Poésie
- Dilution de la lumière, Colomiers, France, Éditions Encres Vives, no 257,  2000, 16 p.
- En tel détail recluse, Colomiers, France, Éditions Encres Vives, coll. « Encres blanches », 2000, 16 p. (BNF 37209385)
- La Langue de Méduse. Pérennité des nymphes , Saint-Benoît-du-Sault, France, Éditions Tarabuste, coll. « Doute BAT », 2001, 58 p.  (ISBN 2-84587-023-X)
- Françoise Clédat, « Jardins de la petite morte : recueil lauréat du Prix de poésie des jardins de Talcy », dans La coupure du parc, Paris, Saint-Benoît-du-Sault, Monum, Éd. du patrimoine, Tarabuste, 2003, 92 p. (ISBN 2-85822-772-1 et 2-84587-049-3)
- Jardins de la petite morte, recueil lauréat du Prix de poésie des jardins de Talcy, 2002, in La coupure du parc, Editions Tarabuste et Monum, Editions du Patrimoine., 2003, 92 p.
- La Chambre de mon fils. Ma(l)mère , Saint-Benoît-du-Sault, France, Éditions Tarabuste, coll. « Doute BAT », 2004, 135 p.  (ISBN 2-84587-074-4)
- Le Gai Nocher, Saint-Benoît-du-Sault, France, Éditions Tarabuste, coll. « Doute BAT », 2006, 123 p.  (ISBN 2-84587-125-2)
- EtnaXios, Coaraze, France, Éditions L’Amourier, coll. « Ex caetera », 2008, 124 p.  (ISBN 978-2-915120-47-9)[7]
- Une baie au loin, Saint-Benoît-du-Sault, France, Éditions Tarabuste, coll. « Doute BAT », 2009, 126 p.  (ISBN 978-2-84587-192-2)
- L’Ange Hypnovel, Limoges, France, Éditions Dernier Télégramme, coll. « Longs courriers », 2010, 14 p.  (ISBN 978-2-917136-38-6)
- L’Adresse, Saint-Benoît-du-Sault, France, Éditions Tarabuste, coll. « Doute BAT », 2010, 158 p.  (ISBN 978-2-84587-195-3)
- Petits déportements du moi , Saint-Benoît-du-Sault, France, Éditions Tarabuste, coll. « Doute BAT », 2012, 105 p.  (ISBN 978-2-84587-244-8)
- Fantasque fatrasie (Une suggestion de défaite), Saint-Benoît-du-Sault, France, Éditions Tarabuste, coll. « Doute BAT », 2013, 138 p.  (ISBN 978-2-84587-257-8)
- À Ore, Oradour, Croze, France, Le Phare du Cousseix, 2017, 14 p.  (ISBN 979-10-96604-03-6)[8],[9]
- Ils s'avancèrent vers les villes : désordre alphabétique, Saint-Benoît-du-Sault, France, Éditions Tarabuste, coll. « Doute BAT », 2017, 324 p.  (ISBN 978-2-84587-375-9)[10],[11],[12],[13]
- Bel oiseau long courrier, illustrations de Gaëlle Pelachaud, Saint-Benoît-du-Sault, France, Éditions Tarabuste, coll. "Au revoir les enfants", 2018,  (ISBN 978-2-84587-388-9)
- Rivière et Alaskas : lieu commun, Saint-Benoît-du-Sault, France, Éditions Tarabuste, coll. « Doute BAT », 2019, 107 p.  (ISBN 978-2-84587-426-8)[14],[15],[16]
- Mi(n)istère des suffocations, Saint-Benoît-du-Sault, France, Éditions Tarabuste, coll. « Doute BAT », 2020, 147 p.  (ISBN 978-2-84587-516-6)

### Écrits sur l'art
- Dominique Bailly, Sculptures paysagères et  sculptures en atelier, 1991-1994: expositions, textes de Françoise Clédat, Claire Nedellec, Passages- Centre d’Art  Contemporain - Troyes, Espace des Arts – Colomiers, Artothèque de Caen, 1994, 44p.  (ISBN 2-908516-17-9)

- Paul-Armand Gette, Paris, Éditions du Regard, coll. « Les carnets de la commande publique », 1997, 75 p.  (ISBN 2-84105-017-3)
- Dominique Bailly, Histoires de séquoia : exposition, texte de Françoise Clédat, Galerie municipale de Vitry-sur-Seine, 11 mars-25 avril 1999, 40 p. (BNF 44369331)
- Et pourquoi des artistes dans les temps troublés, préface du catalogue de la manifestation « QuARTiers libres », MJC de La Souterraine, 2003[17]
- Hommage à toutes les nymphes, Blandine Chavanne, Françoise Clédat, Tenebria Lupa... [et al.] ; [sous la présidence de Paul-Armand Gette], Nantes, France, Éd. Joca seria, 2008, 67 p.  (ISBN 978-2-84809-094-8)